# Гарткевич, Карл Михайлович
Карл Михайлович (Измайлович) Гарткевич (1840—1904) — русский государственный деятель, сенатор, тайный советник.

## Биография
Родился 22 марта (3 апреля) 1840 года.
В 1860 году был выпущен из Училища правоведения. В службе состоял с 17 мая 1860 года по 16 июля 1864 года, когда вышел в отставку. Вернулся на службу спустя два года, 23 июля 1866 года. 
Состоя на службе в центральном управлении Министерства юстиции, принимал участие в работах различных комиссий, в том числе комиссии (1873 г.) по рассмотрению проекта декларации между Россией и Северо-Американскими Соединенными Штатами об ответственности за выпуск в продажу или обращение изделий с поддельными фабричными клеймами.
Был произведён 1 января 1875 года в действительные статские советники и, по Высочайшему повелению, в том же году отправился за границу для сбора материалов для проекта нового уложения о наказаниях уголовных и исправительных. В 1877 году был назначен обер-прокурором Уголовного (V-го) департамента Сената, а 15 сентября 1882 года — сенатором Уголовного кассационного департамента с производством в тайные советники. 
Скончался 5 (18) июня 1904 года.
Помимо государственной службы интересовался вопросами сельского хозяйства, садовой культуры; состоял членом Правления Императорского Российского общества плодоводства. В «Вестнике садоводства» (1889) Н. И. Кичунов описал яблоки К. М. Гарткевича (в Бельском уезде Гродненской губернии) под названием Розмарина венгерского.
В 1895—1898 и 1900—1902 годах возглавлял Римско-католическое благотворительное общество (Санкт-Петербург).

## Награды
- орден Св. Станислава 2-й ст. (1867)
- орден Св. Владимира 3-й ст. (1879)
- орден Св. Станислава 1-й ст (1882)
- орден Св. Анны 1-й ст. (1887)
- орден Св. Владимира 2-й ст. (1891)

- гессенский орден Филиппа Великодушного 1-го класса (1869)